# Grobboden
Als Grobboden oder Bodenskelett werden jene Bestandteile eines Bodens bezeichnet, deren Partikel einen Äquivalentdurchmesser von mehr als 2 mm aufweisen. Er wird unterschieden vom Feinboden mit einer Korngröße von weniger 2 mm.

## Bestimmung des Skelettanteils
Bei der Arbeit im Gelände wird der Skelettanteil am Gesamtboden meist geschätzt und nur selten durch eine Grobsiebung vor Ort bestimmt.
Der Skelettanteil wird regulär in Gewichtsprozent angegeben und im absolut trockenen Zustand bestimmt.
Liegt der Anteil unter 75 %, dann werden Art und Anteil des Grobbodens bei der Bestimmung der Bodenart als Zusatzinformation zum Feinboden angegeben; bei Anteilen über 75 % tritt die dominierende Fraktion des Grobbodens namensgebend an die Stelle des Feinbodens. Böden, die zu mehr als 75 % aus Grobboden bestehen, werden in der Bodensystematik als Skelett- oder Schuttböden bezeichnet.
Um den Skelettanteil bei der Untersuchung im Labor auszusortieren oder ihn zu bestimmen, wird die Bodenprobe erst vier Tage im Trockenschrank bei etwa 40 Grad getrocknet.
Mittels eines Hammers wird die in eine Tüte gefüllte Bodenprobe zerkleinert und anschließend mit einem Sieb mit der Maschenweite von 2 mm durchgesiebt.
Die getrocknete Bodenprobe wird, wenn nötig, in eine Kunststofftüte gefüllt und mittels eines Hammers vorzerkleinert. Der damit zurückgehaltene Skelettanteil wird, je nach Aufgabenstellung, verworfen oder für spätere Untersuchungen separat vom gesiebten Boden aufbewahrt.

## Kornfraktionen des Grobbodens
Bei der Bestimmung des Grobbodens wird nach folgender Tabelle einerseits zwischen der Größe, andererseits zwischen gerundeten und eckigen Formen unterschieden
Untergliederung und Kornfraktionen des Grobbodens
| kantige Grobbodenfraktionen | kantige Grobbodenfraktionen | gerundete Grobbodenfraktionen | gerundete Grobbodenfraktionen | Durchmesser   |
| --------------------------- | --------------------------- | ----------------------------- | ----------------------------- | ------------- |
| Bezeichnung                 | Kurzzeichen                 | Bezeichnung                   | Kurzzeichen                   | in mm         |
| Grus                        | Gr                          | Kies                          | G                             | 2 bis < 63    |
| Feingrus                    | fGr                         | Feinkies                      | fG                            | 2 bis < 6,3   |
| Mittelgrus                  | mGr                         | Mittelkies                    | mG                            | 6,3 bis < 20  |
| Grobgrus                    | gGr                         | Grobkies                      | gG                            | 20 bis < 63   |
| kantige Steine und Blöcke   | X                           | gerundete Steine und Blöcke   | O                             | ≥ 63          |
| kantige Steine              | fX                          | gerundete Steine              | fO                            | 63 bis < 200  |
| kantige Blöcke              | mX                          | gerundete Blöcke              | mO                            | 200 bis < 630 |
| kantige Großblöcke          | gX                          | gerundete Großblöcke          | gO                            | ≥ 630         |

## Bedeutung des Bodenskeletts für den Boden
Für einen gegebenen Bodenkörper sinkt durch zunehmende Grobbodenanteile zunächst die Wasserspeicherkapazität (nutzbare Feldkapazität und Feldkapazität); dies gilt so lange, wie das Bodenskelett quasi im Feinbodenmaterial schwimmt.  Wenn die Grobbodenanteile so groß werden, dass sich die Partikel gegenseitig stützen, nimmt dieser Effekt ab und das Bodenskelett bildet eine stabile Matrix für Grobporen; es steigt also die Luftkapazität. Außerdem sind Böden, in denen sich die groben Partikel gegenseitig stützen, deutlich weniger empfindlich gegenüber der Auflast durch Maschinen; sie unterliegen also weniger der mechanischen Bodenverdichtung. Der Skelettanteil wirkt auch als (langsam fließendes) Basenreservoir. Im Zuge der Verwitterung werden Nährstoffe in pflanzenverfügbare Formen überführt.